# Glacier de Chauvet
Le glacier de Chauvet ou glaciers de Chauvet est un glacier de France situé dans les Alpes-de-Haute-Provence, en Ubaye.

## Géographie
Il occupe l'ubac de l'aiguille de Chambeyron et de la pointe d'Aval ou de Chauvet ainsi que l'adret de l'aiguille de Chillol, dans le massif de Chambeyron.
Avec le glacier de Marinet situé juste à l'est de l'autre côté de l'aiguille de Chillol et le glacier de la Blanche sur l'ubac de la tête de l'Estrop au sud-ouest dans le massif des Trois-Évêchés, ils sont les seuls glaciers des Alpes-de-Haute-Provence.